# Candia dei Colli Apuani amabile frizzante
Il Candia dei Colli Apuani amabile frizzante è un vino DOC la cui produzione è consentita nella provincia di Massa-Carrara.

## Caratteristiche organolettiche
- colore: giallo paglierino più o meno intenso
- odore: profumo gradevole, delicato, leggermente aromatico, caratteristico
- sapore: fruttato, amabile, armonico, vivace o tranquillo

## Produzione
Provincia, stagione, volume in ettolitri
- nessun dato disponibile